# Eleocharis fluctuans
Eleocharis fluctuans är en halvgräsart som först beskrevs av L.T.Eiten, och fick sitt nu gällande namn av Roalson och Hinchliff. Eleocharis fluctuans ingår i släktet småsäv, och familjen halvgräs. Inga underarter finns listade i Catalogue of Life.